# Gamal Abdel Nasser
Gamal Abdel Nasser (født 15. januar 1918 i Alexandria, død 28. september 1970) blev Egyptens 2. præsident, da han efterfulgte præsident Muhammad Naguib, og han anses for at være en af de mest betydende arabiske ledere i moderne tid.
Han deltog aktivt i forskellige grupper, der var imod udenlandsk (vestlig) dominans i Egypten. I 1948 deltog han som major i krigen mod Israel, og var i adskillige måneder sammen med sine mænd fanget i den såkaldte Faluja-lomme. Ved våbenhvilen kunne han returnere til Egypten.
I 1952 anførte Nasser et kup mod Kong Farouk. I 1954 arresterede han landets daværende leder Muhammad Naguib og blev den 25. februar Egyptens premierminister. To år senere var han eneste kandidat ved præsidentvalget, og han blev derpå egyptisk præsident.
Nasser efterfulgtes ved sin død i 1970 af Anwar Sadat.